# Площадь Октогон

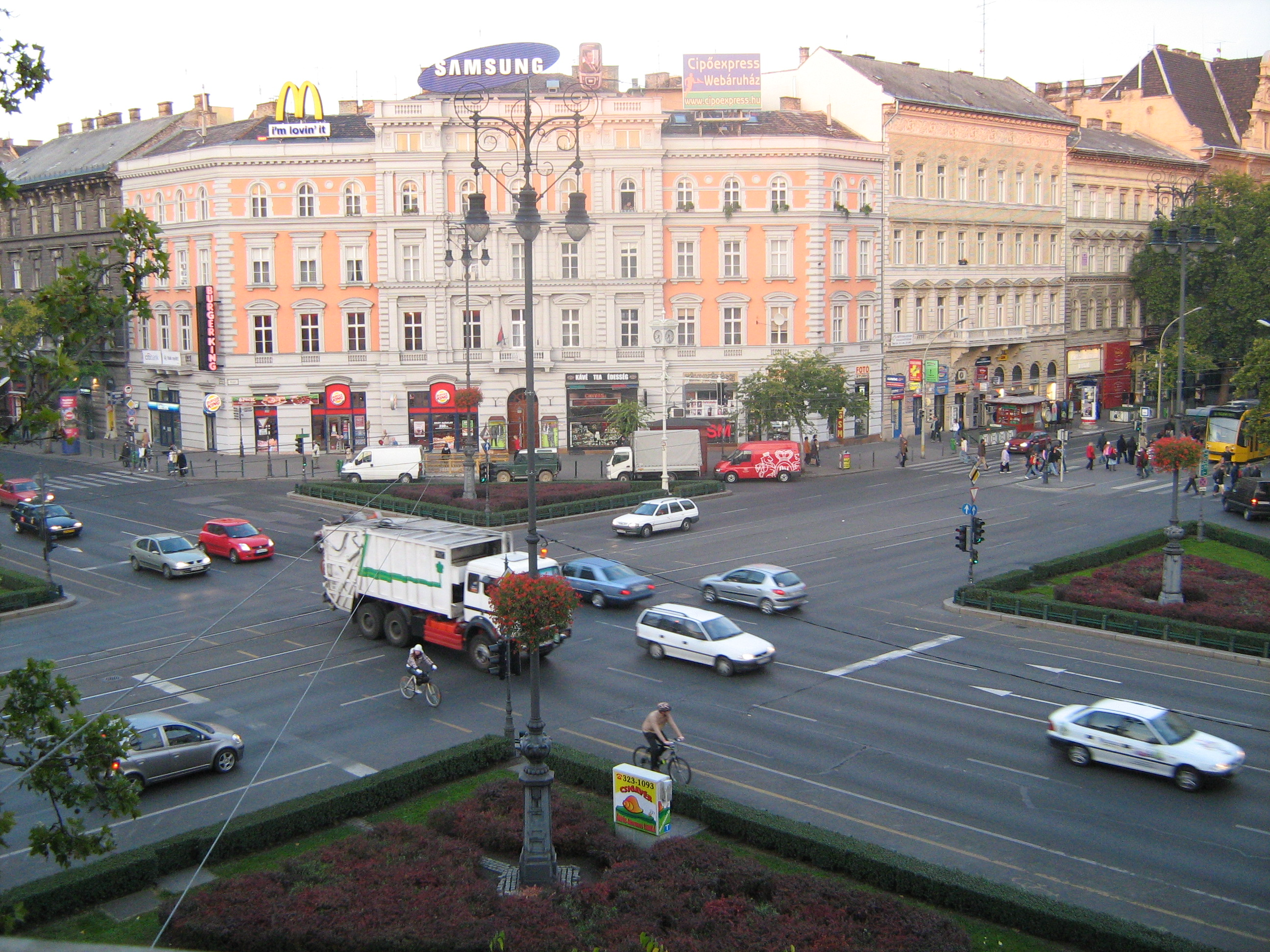
Площадь Октогон в Будапеште

Площадь Октогон (венг. Oktogon tér) в Будапеште образует пересечение проспекта Андраши с Большим бульварным кольцом. Название площади дала её форма (Oktogon — «восьмиугольник»). Здания, построенные на площади в 1870-е годы по проекту Антала Скальницкого, образуют восьмиугольник. Под площадью располагается станция «Октогон» 1-й «малой» линии Будапештского метрополитена. 
В 1936—1945 годах площадь носила имя Муссолини, а в послевоенный период называлась площадью 7 Ноября. В 1990 году площади вернули её изначальное имя.